# Писарівка (Кантемирівський район)
Писарівка (рос. Писаревка) — село у Кантемирівському районі Воронезької області Російської Федерації.
Населення становить 1464 особи. Входить до складу муніципального утворення Писаревське сільське поселення.

## Історія
Населений пункт розташований у межах суцільної української етнічної території, частини Східної Слобожанщини. До Перших визвольних змагань належав до Воронезької губернії.
Від 1928 року належить до Кантемирівського району, спочатку в складі Центрально-Чорноземної області, а від 1934 року — Воронезької області. У 1954-1957 роках був у складі Кам'янської області.
Згідно із законом від 15 жовтня 2004 року входить до складу муніципального утворення Писаревське сільське поселення.

## Населення
| 2010  | 2012  | 2013  | 2014  | 2015  | 2016  | 2017  |
| ----- | ----- | ----- | ----- | ----- | ----- | ----- |
| 1658  | ↘1594 | ↘1544 | ↘1519 | ↘1506 | ↘1488 | ↗1527 |
| 2018  |       |       |       |       |       |       |
| ↘1464 |       |       |       |       |       |       |